# Final Four dell'Eurolega 2007-2008
Le Final Four dell'Eurolega 2007-2008 di hockey su pista si sono disputate al Palau Blaugrana di Barcellona in Spagna dal 10 all'11 maggio 2008.
Vi hanno partecipato le seguenti squadre:
- 1ª classificata girone A:  Barcellona
- 1ª classificata girone B:  Vic
- 1ª classificata girone C:  Reus Deportiu
- 1ª classificata girone D:  Liceo La Coruña

I vincitori, gli spagnoli del Barcellona, al diciottesimo successo nella manifestazione, hanno ottenuto il diritto di giocare contro i vincitori della Coppa CERS 2007-2008, gli spagnoli del Tenerife, nella Coppa Continentale 2008-2009.

## Tabellone
|  | Semifinali      | Semifinali      | Semifinali    |               |            | Finale     | Finale | Finale |  |
|  |                 |                 |               |               |            |            |        |        |  |
|  | Barcellona      | Barcellona      | 2             |               |            |            |        |        |  |
|  | Barcellona      | Barcellona      | 2             |               |            |            |        |        |  |
|  | Vic             | Vic             | 1             |               |            |            |        |        |  |
|  | Vic             | Vic             | 1             |               | Barcellona | Barcellona | 5      |        |  |
|  |                 |                 |               |               | Barcellona | Barcellona | 5      |        |  |
|  |                 |                 | Reus Deportiu | Reus Deportiu | 2          |            |        |        |  |
|  | Reus Deportiu   | Reus Deportiu   | Reus Deportiu | Reus Deportiu | 2          | 2          |        |        |  |
|  | Reus Deportiu   | Reus Deportiu   |               |               |            |            |        |        |  |
|  | Liceo La Coruña | Liceo La Coruña | 1             |               |            |            |        |        |  |

## Risultati

### Semifinali
| Arbitri: | G. Fermi M. Discolo |

|                      |           |           |
| Ordeig 10' Lopez 48' | Marcatori | 43' Torra |

| Arbitri: | J. Carpelho R. Lamela |

|                       |           |            |
| Sanchez 21' Caldu 52' | Marcatori | 20' Payero |

### Finale
| Arbitri: | J. Carpelho R. Lamela |

|                                                   |           |                         |
| Teixido 5' 39' D. Paez 21' Lopez 35' Borregan 40' | Marcatori | 17' Sanchez 44' J. Paez |

| Barcellona          |  |                  |
|                     |  |                  |
| P                   |  | Aitor Egurrola   |
| P                   |  | Octavi Tarres    |
| E                   |  | Carlos Lopez     |
| E                   |  | Josep Ordeig     |
| E                   |  | David Paez       |
| E                   |  | Sergi Panadero   |
| E                   |  | Alberto Borregan |
| E                   |  | Lluis Teixido    |
| E                   |  | Miquel Masoliver |
| Allenatore:         |  |                  |
| Joaquin Pauls Bosch |  |                  |

| Reus Deportiu  |  |                 |
|                |  |                 |
| P              |  | Roger Molina    |
| P              |  | Guillem Trabal  |
| E              |  | Xavier Caldu    |
| E              |  | Jordi Garcia    |
| E              |  | Pedro Gil Gómez |
| E              |  | Marc Gual       |
| E              |  | Jordi Molet     |
| E              |  | Jose Paez Picon |
| E              |  | Matias Platero  |
| E              |  | Jose Sanchez    |
| Allenatore:    |  |                 |
| Manuel Barcelo |  |                 |